# Färöische Fußballmeisterschaft 1988
Die Färöische Fußballmeisterschaft 1988 wurde in der 1. Deild genannten ersten färöischen Liga ausgetragen und war insgesamt die 46. Saison. Sie startete am 1. Mai 1988 und endete am 25. September 1988.
Die Aufsteiger B36 Tórshavn und ÍF Fuglafjørður kehrten nach einem beziehungsweise zwei Jahren in die höchste Spielklasse zurück. Meister wurde HB Tórshavn, die den Titel somit zum 13. Mal erringen konnten. Absteigen mussten hingegen erstmals Titelverteidiger TB Tvøroyri als Gründungsmitglied der 1. Deild und NSÍ Runavík nach fünf Jahren Erstklassigkeit. Nur 1990 musste mit B71 Sandur der Meister des Vorjahres ebenfalls absteigen.
Im Vergleich zur Vorsaison verschlechterte sich die Torquote auf 2,78 pro Spiel, was den niedrigsten Schnitt seit 1985 bedeutete. Den höchsten Sieg erzielte B68 Toftir mit einem 6:0 im Auswärtsspiel gegen LÍF Leirvík am zwölften Spieltag. Das torreichste Spiel absolvierten B36 Tórshavn und GÍ Gøta am sechsten Spieltag mit einem 5:3.

## Modus
Durch die Aufstockung auf zehn Mannschaften in der 1. Deild spielte jedes Team nun an 18 Spieltagen jeweils zwei Mal gegen jedes andere. Die punktbeste Mannschaft zu Saisonende stand als Meister dieser Liga fest, die letzten beiden Mannschaften stiegen in die 2. Deild ab.

## Saisonverlauf

### Meisterschaftsentscheidung
Aufsteiger B36 Tórshavn blieb die ersten zehn Spiele ungeschlagen und stand ab dem dritten Spieltag an der Tabellenspitze. Erst durch eine 0:3-Auswärtsniederlage bei KÍ Klaksvík musste der Platz mit HB Tórshavn getauscht werden, die ihrerseits nach zwei Niederlagen aus den ersten drei Spielen mit einem 5:1 gegen GÍ Gøta vorbeizogen und vom dritten bis zum 13. Spieltag keine Niederlage kassierten. Am 14. Spieltag verlor HB auswärts mit 0:1 bei B68 Toftir, die somit auf den dritten Platz kletterten. Der Vorsprung von HB auf B36 blieb jedoch bei drei Punkten, da B36 zu Hause mit 0:1 gegen NSÍ Runavík verlor. Am 16. Spieltag verlor HB erneut auswärts mit 1:3 gegen KÍ Klaksvík und kam am nächsten Spieltag nicht über ein 1:1 im Auswärtsspiel gegen ÍF Fuglafjørður hinaus, wodurch nun B68 Toftir bis auf einen Punkt heranrückte. Die Entscheidung um die Meisterschaft fiel somit erst am letzten Spieltag, an dem HB sein Heimspiel mit 4:1 gegen TB Tvøroyri gewinnen konnte, wobei TB in der 23. Minute noch den Ausgleich zum 1:1 erzielte. Somit half auch der 4:0-Heimsieg von B68 Toftir gegen B36 Tórshavn nicht mehr.

### Abstiegskampf
Erstes Tabellenschlusslicht waren NSÍ Runavík und KI Klaksvik, die am ersten Spieltag ihre Spiele mit 1:4 gegen HB Tórshavn beziehungsweise GÍ Gøta verloren. Während NSI durch zwei Siege gegen TB Tvøroyri und ÍF Fuglafjørður an Boden gewinnen konnte und auf den vierten Platz kletterte, blieb KI trotz eines 3:2-Sieges gegen VB Vágur auf den Abstiegsrängen und belegte diese bis einschließlich des 15. Spieltages durchgängig. Der amtierende Meister TB Tvøroyri startete ebenfalls schlecht in die Saison und gewann ebenfalls erst am dritten Spieltag mit 1:0 gegen GÍ Gøta erstmals in der Saison. Es folgten jedoch neun Spiele in Folge ohne weiteren Sieg, was zum Absturz auf den letzten Platz führte. NSÍ gelang zwischen dem vierten und zwölften Spieltag ebenfalls kein weiterer Sieg. Der Kampf um den Klassenerhalt blieb dennoch bis zum Schluss spannend, am letzten Spieltag sollte die Entscheidung zwischen fünf Mannschaften fallen, wovon vier punktgleich waren. Die schlechteste Ausgangsposition hatte KÍ Klaksvík mit einem Punkt Rückstand. Diese gewannen allerdings das direkte Duell gegen den Vorletzten NSÍ Runavík mit 2:1. Das Siegtor erzielte Absalon Østerø in der 50. Minute. LÍF Leirvík sicherte sich durch ein 3:1 gegen GÍ Gøta ebenfalls den Klassenerhalt, wobei die Tore zum 2:1 und 3:1 erst in der 80. und 90. Minute fielen. Auch VB Vágur rettete sich durch einen 2:1-Heimsieg gegen ÍF Fuglafjørður. Leidtragender war TB Tvøroyri, die ihrerseits mit 1:4 beim neuen Meister HB Tórshavn verloren und somit noch vom siebten auf den neunten Platz fielen, was den direkten Abstieg zur Folge hatte.

## Abschlusstabelle
| Pl. | Verein              | Sp. | S  | U | N | Tore    | Diff. | Punkte |
| --- | ------------------- | --- | -- | - | - | ------- | ----- | ------ |
| 1.  | HB Tórshavn (P)     | 18  | 11 | 3 | 4 | 036:190 | +17   | 25:11  |
| 2.  | B68 Toftir          | 18  | 11 | 2 | 5 | 031:140 | +17   | 24:12  |
| 3.  | B36 Tórshavn (N)    | 18  | 8  | 5 | 5 | 029:200 | +9    | 21:15  |
| 4.  | ÍF Fuglafjørður (N) | 18  | 6  | 6 | 6 | 023:250 | −2    | 18:18  |
| 5.  | GÍ Gøta             | 18  | 8  | 1 | 9 | 021:250 | −4    | 17:19  |
| 6.  | VB Vágur            | 18  | 6  | 4 | 8 | 024:270 | −3    | 16:20  |
| 7.  | LÍF Leirvík         | 18  | 6  | 4 | 8 | 026:380 | −12   | 16:20  |
| 8.  | KÍ Klaksvík         | 18  | 6  | 3 | 9 | 029:430 | −14   | 15:21  |
| 9.  | TB Tvøroyri (M)     | 18  | 4  | 6 | 8 | 016:230 | −7    | 14:22  |
| 10. | NSÍ Runavík         | 18  | 4  | 6 | 8 | 015:230 | −8    | 14:22  |

Platzierungskriterien: 1. Punkte – 2. Tordifferenz – 3. geschossene Tore

| (M) | Meister des Vorjahrs           |
| (P) | Pokalsieger des Vorjahrs       |
| (N) | Neuaufsteiger aus der 2. Deild |

## Spiele und Ergebnisse
|                 | B36 | B68 | GÍ  | HB  | ÍF  | KÍ  | LÍF | NSÍ | TB  | VB  |
| --------------- | --- | --- | --- | --- | --- | --- | --- | --- | --- | --- |
| B36 Tórshavn    |     | 0:0 | 5:3 | 0:1 | 1:1 | 4:1 | 2:0 | 0:1 | 3:0 | 4:0 |
| B68 Toftir      | 4:0 |     | 0:1 | 1:0 | 0:2 | 3:2 | 1:0 | 2:0 | 1:0 | 2:1 |
| GÍ Gøta         | 0:0 | 0:2 |     | 2:0 | 2:0 | 3:2 | 0:2 | 1:0 | 2:1 | 0:1 |
| HB Tórshavn     | 1:4 | 2:1 | 5:1 |     | 3:1 | 5:1 | 1:0 | 4:1 | 4:1 | 0:0 |
| ÍF Fuglafjørður | 0:0 | 1:0 | 1:0 | 1:1 |     | 3:3 | 0:3 | 1:2 | 3:2 | 2:3 |
| KÍ Klaksvík     | 3:0 | 0:2 | 1:4 | 3:1 | 2:4 |     | 1:4 | 2:1 | 0:0 | 3:2 |
| LÍF Leirvík     | 2:2 | 0:6 | 3:1 | 1:3 | 1:1 | 2:3 |     | 1:1 | 2:3 | 1:4 |
| NSÍ Runavík     | 0:1 | 3:3 | 1:0 | 0:3 | 0:1 | 0:0 | 0:1 |     | 2:0 | 2:2 |
| TB Tvøroyri     | 1:0 | 1:3 | 1:0 | 0:0 | 0:0 | 4:0 | 1:1 | 0:0 |     | 0:1 |
| VB Vágur        | 2:3 | 1:0 | 0:1 | 1:2 | 2:1 | 1:2 | 1:2 | 1:1 | 1:1 |     |

## Torschützenliste
Bei gleicher Anzahl von Treffern sind die Spieler nach dem Nachnamen alphabetisch geordnet.
| Platz | Spieler             | Verein          | Tore |
| ----- | ------------------- | --------------- | ---- |
| 1     | Jógvan Petersen     | B68 Toftir      | 09   |
| 2     | Kári Gullfoss       | B36 Tórshavn    | 08   |
| 2     | Kurt Mørkøre        | LÍF Leirvík     | 08   |
| 2     | Martin Nugent       | LÍF Leirvík     | 08   |
| 2     | John Owen           | ÍF Fuglafjørður | 08   |
| 2     | Kári Reynheim       | B36 Tórshavn    | 08   |
| 7     | Jan Allan Müller    | VB Vágur        | 07   |
| 8     | Rói Árting          | HB Tórshavn     | 06   |
| 8     | Gunnar Mohr         | HB Tórshavn     | 06   |
| 8     | Karl Marius Poulsen | KÍ Klaksvík     | 06   |
| 8     | Egill Steinþórsson  | VB Vágur        | 06   |

## Trainer
| Mannschaft      | Trainer            | Spieltage |
| --------------- | ------------------ | --------- |
| B36 Tórshavn    | Jógvan Norðbúð     | 01–18     |
| B68 Toftir      | John Kramer        | 01–10     |
| GÍ Gøta         | Ole Skoubo         | 01–18     |
| HB Tórshavn     | Jóhan Nielsen      | 01–18     |
| ÍF Fuglafjørður | Bobby Bolton       | 01–18     |
| KÍ Klaksvík     | Jens Hvidemose     | 01–18     |
| LÍF Leirvík     | Ron Corbett        | 01–12     |
| LÍF Leirvík     | Jóan Pætur Midjord | 13–18     |
| NSÍ Runavík     | Kim Truesen        | 01–18     |
| TB Tvøroyri     | Svend Petersen     | 01–18     |
| VB Vágur        | Egill SteinÞórsson | 01–18     |

LÍF Leirvík wechselte als einzige Mannschaft ihren Trainer aus, Auswirkungen auf die Tabellenplatzierung hatte dies jedoch keine.

## Spielstätten
In Klammern sind bei mehreren aufgeführten Stadien die Anzahl der dort ausgetragenen Spiele angegeben.
| Mannschaft      | Stadion            | Spielort     |
| --------------- | ------------------ | ------------ |
| B36 Tórshavn    | Gundadalur         | Tórshavn     |
| B68 Toftir      | Svangaskarð        | Toftir       |
| GÍ Gøta         | Í Fløtugerði (2)   | Fuglafjørður |
| GÍ Gøta         | Sarpugerði (7)     | Norðragøta   |
| HB Tórshavn     | Gundadalur         | Tórshavn     |
| ÍF Fuglafjørður | Í Fløtugerði       | Fuglafjørður |
| KÍ Klaksvík     | Í Fløtugerði (1)   | Fuglafjørður |
| KÍ Klaksvík     | Við Djúpumýrar (8) | Klaksvík     |
| LÍF Leirvík     | Í Fløtugerði (1)   | Fuglafjørður |
| LÍF Leirvík     | Uppi á Brekku (7)  | Leirvík      |
| LÍF Leirvík     | Svangaskarð (1)    | Toftir       |
| NSÍ Runavík     | Við Løkin          | Runavík      |
| TB Tvøroyri     | Sevmýri            | Tvøroyri     |
| VB Vágur        | Á Eiðinum          | Vágur        |

## Die Meistermannschaft
In Klammern sind die Anzahl der Einsätze sowie die dabei erzielten Tore genannt.
| 1. | HB Tórshavn |
|    | Uni Arge (7/3) \| Rói Árting (16/6) \| Heðin Askham (2/0) \| Bogi Dam (7/1) \| Jan Dam (16/2) \| Leivur Holm (12/4) \| Niels Pauli Jacobsen (16/4) \| Súni Jacobsen (1/0) \| Bjarni Jakobsen (17/6) \| Jóannes Jakobsen (17/4) \| Henning Nygaard Jensen (12/0) \| Hartvig Joensen (1/0) \| Heðin Joensen (11/0) \| Kaj Leo Johannesen (16/2) \| Hans Pauli Kristiansen (2/0) \| Bjarni Mikkelsen (2/0) \| Gunnar Mohr (17/5) \| Regin Nolsøe (1/0) \| Ingi Rasmussen (18/1) \| Petur Slyne (3/0) \| Jónleif Sólsker (10/1) \| Høgni í Stórustovu (14/0) \| Ivan Weihe (6/0) ohne Einsatz: Grímur Vang - Trainer: Jóhan Nielsen |

## Nationaler Pokal
Im Landespokal gewann HB Tórshavn mit 1:0 gegen NSÍ Runavík und erreichte dadurch das Double.